# Kamni Vrh, Litija
Kamni Vrh este o localitate din comuna Litija, Slovenia, cu o populație de 41 de locuitori.